# Konrad Elser
Konrad Elser (* 1957 in Schwäbisch Gmünd) ist ein deutscher Pianist und Musikpädagoge. Seit 1992 ist er als Hochschullehrer an der Musikhochschule Lübeck tätig.

## Leben
Elser studierte Klavier an der Hochschule für Musik und Darstellende Kunst Stuttgart bei Paul Buck, Andrzej Jasiński und Oleg Maisenberg, dessen Assistent er während des Studiums war. Später vervollständigte er seine Ausbildung bei Martha Argerich in Genf sowie in diversen Meisterkursen, so bei Lew Wlassenko,  Jörg Demus und Nikita Magaloff.
Zunächst lehrte er an der Musikhochschule Stuttgart sowie an der Evangelischen Hochschule für Kirchenmusik in Esslingen. Seit 1992 ist Elser als Professor für Klavier und Kammermusik an der Musikhochschule Lübeck tätig. Zu seinen Schülern zählen Wiebke tom Dieck, Oliver Hasenzahl, Yorck Kronenberg, Ingmar Schwindt und Viktor Soos.
Seit der Gründung des Oberstdorfer Musiksommers im Jahr 1993 gibt Elser dort jedes Jahr Meisterkurse, ebenso an der Landesakademie für die musizierende Jugend in Baden-Württemberg in Ochsenhausen.
Als Solist und Kammermusikpartner trat Elser bei Konzerten im europäischen Ausland, in Südamerika, China und Japan auf. Er konzertierte mit renommierten Streichquartetten wie dem Melos Quartett und bekannten Künstlern wie David Geringas und Ida Bieler und war bei zahlreichen internationalen Klavierwettbewerben als Juror tätig.

## Preise und Auszeichnungen (Auswahl)
- 1982: Bronzemedaille beim Concours de Genève in Genf
- 1984: Preisträger beim Deutschen Musikwettbewerb in Bonn
- 1985: 1. Preis beim Concours international de piano d'Épinal in Epinal
- 1987: Preisträger beim Busoni-Wettbewerb in Bozen
- 1989: Preisträger beim Internationalen Schubert-Wettbewerb in Dortmund